# Daria Antończyk
Daria Antończyk (* 16. Dezember 1983 in Jastrzębie-Zdrój) ist eine ehemalige polnische Fußballspielerin, die als Torhüterin agierte.

## Karriere

### Vereine
Antończyk spielte im Seniorinnenbereich zunächst von 2003 bis 2013 für RTP Unia Racibórz in der Ekstraliga Kobiet, der höchsten Spielklasse im polnischen Frauenfußball. Während ihrer Zugehörigkeit gewann sie fünfmal in Folge die Meisterschaft und dreimal in Folge den nationalen Vereinspokal. Auf internationaler Vereinsebene kam sie in jeweils drei Hin- und Rückrundenspielen in der ersten Runde der Champions-League (2009/10, 2010/11, 2012/13) zum Einsatz, wie auch dreimal in der Qualifikationsgruppe 4, 2012/13 zuvor sowie je zweimal in der Qualifikationsgruppe 6, 2011/12 und in der Qualifikationsgruppe 5, 2013/14.
In den Niederlanden spielte sie eine Saison lang für Ajax Amsterdam in der BeNe League, mit der sie diese auf Platz 3 beendete. Ihr erstes von vier Punktspielen bestritt sie am 4. Oktober 2013 (6. Spieltag) beim 7:0-Sieg im Heimspiel gegen die Frauenfußballmannschaft von PEC Zwolle.
Nach Polen zurückgekehrt spielte sie von 2014 bis 2017 für den in Wałbrzych ansässigen AZS PWSZ Wałbrzych, in den Saisonen 2015/16 und 2016/17 war sie mit ihrer Mannschaft in der Ekstraliga Kobiet vertreten.

### Nationalmannschaft
Antończyk kam in acht Jahren als A-Nationaltorhüterin für den PZPN in 17 Länderspielen zum Einsatz. Ihre Premiere erfolgte am 8. August 2009 im Freundschaftsspiel gegen die Nationalmannschaft der Niederlande, dass in Tilburg mit 0:2 verloren wurde. Ihre nächsten Einsätze hatte sie mit fünf in der WM-Qualifikationsgruppe 4 am 24. und 29. Oktober 2009, am 31. März sowie am 10. und 24. Juni 2010. Diesen folgte ein weiteres in Freundschaft ausgetragenes Länderspiel am 19. November 2010 in Angers bei der 0:5-Niederlage gegen die Nationalmannschaft Frankreichs; sie wurde zur zweiten Spielzeit für Katarzyna Kiedrzynek ausgewechselt. Ein erneutes Aufeinandertreffen gab es am 25. Oktober 2013 in Beauvais bei der 0:6-Niederlage; sie wurde in der 66. Minute für Katarzyna Kiedrzynek eingewechselt. Am 13. und 17. September 2014 kam sie in den letzten beiden Spielen der WM-Qualifikationsgruppe 4 beim 4:0-Sieg über die Nationalmannschaft Nordirlands in Toruń und beim 3:1-Sieg über die Nationalmannschaft Bosniens und Herzegowinas in Włocławek zum Zuge, wie auch anschließend im Jahr 2015 in den ersten drei Spielen der EM-Qualifikationsgruppe 4 (0:3 vs. Schweden am 22. September in Göteborg, 2:0 vs. Slowakei am 22. Oktober in Tychy, 3:1 vs. Moldau am 27. November in Orhei). Zwischen den jeweiligen Qualifikationsspielen bestritt sie  am 22. November 2014 ein letztes Freundschaftsspiel, dass in Sosnowiec mit 1:4 gegen die Nationalmannschaft Belgiens verloren wurde. Mit ihrer Mannschaft nahm sie am Turnier um den Zypern-Cup 2016 teil und wurde am 7. März im letzten Spiel der Gruppe B beim 1:0-Sieg über die Nationalmannschaft Finnlands wie auch im erreichten Finale am 9. März bei der 1:2-Finalniederlage gegen die Nationalmannschaft Österreichs – jeweils in Larnaka – eingesetzt. Zuletzt kam sie am 7. Juni 2016 im siebten Spiel der EM-Qualifikationsgruppe 4 bei der 0:6-Niederlage gegen die Nationalmannschaft Dänemarks in Viborg zu einem Länderspiel.

## Erfolge
Nationalmannschaft
- Zypern-Cup-Finalist 2016
- Istrien-Cup-Sieger 2015

Medyn Konin
- Polnischer Meister 2009, 2010, 2011, 2012, 2013
- Polnischer Pokal-Sieger 2010, 2011, 2012

Ajax Amsterdam
- Niederländischer Pokalsieger 2014

## Sonstiges
Antończyk wuchs in einer Sportlerfamilie auf und begann vor ihrer Fußballkarriere im Boxsport, der von ihrem Großvater und Vater seinerzeit praktiziert wurde. Während ihrer Schulzeit am Gymnasium nahm sie Trainingszeiten bei Imex Jastrzębie auf sich, die 2002 bei den polnischen Meisterschaften in Zawiercie mit dem Gewinn einer Bronzemedaille im Fliegengewicht belohnt wurden. Mit Beginn des Studiums in Racibórz, in der es keinen Boxclub gab und sie den Sport nicht mehr verfolgte, gelangte sie während ihres zweiten Semesters zu einer Trainingseinheit der RTP Unia Racibórz, zu der eine ihrer Kommilitonin einer Einladung gefolgt ist und sie mitgenommen hatte …